# Municipio de Twin Valley
El municipio de Twin Valley (en inglés, Twin Valley Township) es un municipio del condado de McKenzie, Dakota del Norte, Estados Unidos. Tiene una población estimada, a mediados de 2022, de 253 habitantes.

## Geografía
Está ubicado en las coordenadas 48°02′41″N 103°11′14″O / 48.04472, -103.18722 (48.044612, -103.187227). Según la Oficina del Censo, tiene una superficie total de 255.79 km², de los cuales 205.00 km² corresponden a tierra firme y 50.79 km² están cubiertos de agua.

## Demografía
Según el censo de 2020, en ese momento había 264 personas residiendo en la zona. La densidad de población era de 1.29 hab./km². El 89.39 % de los habitantes eran blancos, el 1.14 % eran afroamericanos, el 2.27 % eran amerindios, el 0.38 % era asiático, el 1.52 % eran de otras razas y el 5.30% eran de una mezcla de razas. Del total de la población, el 3.79 % eran hispanos o latinos de cualquier raza.